# Les Planes (Reus)
Les Planes és una partida de terra del municipi de Reus (Baix Camp), situada al nord de la ciutat i travessada per la carretera de Castellvell. Cap a ponent té el Camí de les Ànimes i, cap a llevant, el camí de la Mineta de Martorell i el de Castellvell. Una part d'aquesta partida correspon al terme de Castellvell, cedit per Reus quan es va produir la segregació el 1854